# Palazzo Esselunga
Il palazzo Esselunga è un edificio per uffici amministrativi situato a Osmannoro, nel comune di Sesto Fiorentino. È considerato uno degli edifici più significativi per l'architettura del XX secolo in Toscana.
L'edificio è ubicato in località Osmannoro, al limite della periferia nord ovest di Firenze, in un'area interessata dalla prevalenza di tipologie insediative a carattere industriale. Destinato ad ospitare gli uffici amministrativi della società, esso sorge all'interno di un lotto adiacente alla via Pratese, delimitato da un muro di recinzione, accanto al deposito delle merci, e raggiungibile da via Tevere dove è situato l'ingresso principale dell'insediamento commerciale.
La sua realizzazione è del 1993, su progetto di Ignazio e Jacopo Gardella in collaborazione con Fabio Nonis, Angelo Lorenzi e Carlo Alberto Maggiore, precedentemente più volte incaricati dalla stessa committenza della progettazione di sedi direzionali e centri commerciali in altre città italiane.

## L'edificio
La tipologia adottata è quella in linea a corpo doppio, a prevalente sviluppo longitudinale di cinque piani fuori terra. In posizione centrale è localizzato il sistema dei collegamenti verticali dei vani scala e degli ascensori. Al piano terra si trovano la portineria, nell'atrio d'ingresso a doppia altezza, e la mensa, mentre ai piani superiori gli uffici si distribuiscono lungo un corridoio centrale.
L'ingresso, posto in posizione decentrata rispetto all'asse di simmetria del fronte principale, è evidenziato sul prospetto esterno da una maggiore altezza di gronda, da una serie di aperture tripartite nonché dalla pensilina ad arco lievemente aggettante della porta di ingresso.
La composizione degli impaginati delle facciate esterne è studiata con l'obiettivo di conferire un carattere di uniformità all'edificio attraverso le partizioni geometriche di elementi ripetitivi, come la sequenza seriale di finestre a bifora che caratterizza i prospetti esterni. Le campiture piene trattate a intonaco grigio chiaro sono contornate da fasce di pietra basaltica disposte in continuità con i davanzali e gli architravi delle aperture. Oltre ai ricorsi orizzontali, con la stessa pietra grigio scuro sono realizzati la zoccolatura della fascia basamentale e la cornice di coronamento.